# Apanteles hersilia
Apanteles hersilia är en stekelart som beskrevs av Nixon 1965. Apanteles hersilia ingår i släktet Apanteles och familjen bracksteklar. Inga underarter finns listade i Catalogue of Life.